# Meterkonventionen
Meterkonventionen (fransk: Convention du Mètre) af 20. maj 1875 er en international teknisk videnskabelig traktat mellem en række nationer, som førte til at metersystemet blev indført. Konventionen fastlægger de grundlæggende forudsætninger for at målinger skal kunne være ensartede over hele verden. Meterkonventionen er således selve grundlaget for SI-systemet og bygger på franske forskningsstudier af meteren som ny måleenhed i slutningen af 1700-tallet. Frankrig var den første nation som tog metersystemet i brug (i praksis allerede fra 1812).
I USA lever fod og mil i bedste velgående, til trods for at USA underskrev Meterkonventionen i 1875. Tilpasningen er meget kostbar og langsom. Det siges at "They approach the metric system - inch by inch".
Danmark underskrev Meterkonventionen i begyndelsen i 1875. Her bandt Danmark og de 50 andre underskrivere sig til at benytte det metriske SI-system. Nye definitioner af enheder og nye, nøjagtigere værdier af naturkonstanter vedtogs i Meterkonventionens øverste organ, Generalkonferencen (Comité International des Poids et Mesures, CIPM), som træder sammen hvert fjerde år.
Under konventionen drives et udøvende organ, Bureau International des Poids et Mesures (BIPM) i Paris, med tilhørende internationalt forskningslaboratorium. BIPM har hovedkvarter i Sevres nær Paris. Det finansieres af Meterkonventionens medlemslande i fællesskab og drives under overvågning af CIPM. BIPMs mandat er at skaffe basis for et fælles målesystem verden over, sporbart til de internationale SI-enheder.
Deltagerlandene i Meterkonventionen har et eller flere nationale måletekniske laboratorier, og der er indgået aftaler om gensidig anerkendelse af laboratoriernes kompetence og kalibreringsbeviser. Aftalen kaldes ”Mutual recognition arrangement” (MRA) og blev indgået i 1999.
MRA'en indebærer for deltagerne:
- De skal regelmæssigt deltage i sammenlignende målinger, ”interkompareringer” (”key-comparisons”) for at demonstrere sine kompetencer.
- Resultaterne fra interkompareringene på nøgleområder og ”bedste måleevne” offentliggøres i en database som publiceres på BIPMs hjemmeside.
- Laboratorierne skal kvalitetssikres efter ISO/IEC 17025.

Meterkonventionen har 10 ”konsultative komitéer” for forskellige fagområder.

## Historiske definitioner
Den første standardmeter blev støbt i bronze i Frankrig i 1795. I 1799 blev en prototype på en meter fremstillet i platin. I 1889 blev den første internationale prototype på en meter lavet i en legering af platin og iridium.
Definitionen på "1 meter" har ændret sig igennem årene:
| År   | Definition |
| ---- | --- |
| 1791 | Den franske nationalforsamling accepterede 30. marts et forslag fra det franske videnskabsakademi om at en meter skal tilsvare en ti-milliontedel af en længdegrad (afstanden fra nordpolen til ækvator gennem Paris). |
| 1906 | 1 000 000/0,64384696 bølgelængder af den røde linje i kadmiumspektrumet i luft. |
| 1960 | 1 650 763,73 bølgelængder af ioniserende stråling produceret af et krypton-86-atom som går fra energiniveauet 2p10 til 5d5                                                                                             |
| 1983 | Strækningen lys forplanter sig i vakuum i løbet af nøjagtig 1/299 792 458 sekund |

## Medlemslande
| Navn | År for indtrædelse |
| --- | ------------------ |
| Argentina | 1877               |
| Australien | 1947               |
| Østrig · (Oprindeligt som Østrig-Ungarn) | 1875               |
| Belgien | 1875               |
| Brasilien | 1921               |
| Bulgarien | 1911               |
| Canada | 1907               |
| Chile | 1908               |
| Kina | 1977               |
| Colombia | 2013               |
| Kroatien | 2008               |
| Tjekkiet · (Oprindeligt som Tjekkoslovakiet)                                                                                                | 1922               |
| Danmark | 1875               |
| Egypten | 1962               |
| Finland | 1923               |
| Frankrig | 1875               |
| Tyskland · (Oprindeligt som det Tyske kejserrige)                                                                                           | 1875               |
| Grækenland | 2001               |
| Ungarn | 1925               |
| Indien | 1957               |
| Indonesien | 1960               |
| Iran | 1975               |
| Irak | 2013               |
| Irland · (Oprindeligt som den irske fristat)                                                                                                | 1925               |
| Israel | 1985               |
| Italien | 1875               |
| Japan | 1885               |
| Kasakhstan | 2008               |
| Kenya | 2010               |
| Litauen | 2015               |
| Malaysia | 2001               |
| Mexico | 1890               |
| Montenegro | 2018               |
| Nederlandene | 1929               |
| New Zealand | 1991               |
| Norge · (oprindeligt som Sverige-Norge) | 1875               |
| Pakistan | 1973               |
| Polen | 1925               |
| Portugal | 1876               |
| Rumænien | 1884               |
| Rusland · (Oprindeligt som det Russiske imperium)                                                                                           | 1875               |
| Saudi-Arabien | 2011               |
| Serbien · (Oprindeligt som Fyrstedømmet Serbien) · (I 1929 som den Kongeriget Jugoslavien) · (I 2001 som den Føderale Republik Jugoslavien) | 1879               |
| Singapore | 1994               |
| Slovakiet · (oprindeligt som en del af Tjekkoslovakiet)                                                                                     | 1922               |
| Slovenien | 2016               |
| Sydafrika | 1964               |
| Sydkorea | 1959               |
| Spanien | 1875               |
| Sverige · (Oprindeligt som en del af Sverige-Norge)                                                                                         | 1875               |
| Schweiz | 1875               |
| Thailand | 1912               |
| Tunesien | 2012               |
| Tyrkiet · (Oprindeligt som Osmannerriget)                                                                                                   | 1875               |
| Ukraine | 2018               |
| Forenede Arabiske Emirater | 2015               |
| Storbritannien | 1884               |
| USA | 1878               |
| Uruguay | 1908               |
| Venezuela | 1879               |

### Tilknyttede nationer
På det 21. møde (oktober 1999) skabte CGPM en kategori benævnt "tilknyttede" for de stater som endnu ikke var fuldt gyldige medlemmer af BIPM samt for internationale sammenslutninger.
| Land                | Tilknyttet |
| ------------------- | ---------- |
| Albanien            | 2007       |
| Aserbajdsjan        | 2015       |
| Bangladesh          | 2010       |
| Hviderusland        | 2003       |
| Bolivia             | 2008       |
| Bosnien-Hercegovina | 2011       |
| Botswana            | 2012       |
| CARICOM             | 2005       |
| Taiwan              | 2002       |
| Costa Rica          | 2004       |
| Cuba                | 2000       |
| Ecuador             | 2000       |
| Estland             | 2005       |
| Etiopien            | 2018       |
| Georgien            | 2008       |
| Ghana               | 2009       |
| Hongkong            | 2000       |
| Jamaica             | 2003       |
| Kuwait              | 2018       |
| Letland             | 2001       |
| Luxembourg          | 2014       |
| Nordmakedonien      | 2006       |
| Malta               | 2001       |
| Mauritius           | 2010       |
| Moldova             | 2007       |
| Mongoliet           | 2013       |
| Montenegro          | 2011       |
| Namibia             | 2012       |
| Oman                | 2012       |
| Panama              | 2003       |
| Paraguay            | 2009       |
| Peru                | 2009       |
| Filippinerne        | 2002       |
| Qatar               | 2016       |
| Seychellerne        | 2010       |
| Sri Lanka           | 2007       |
| Sudan               | 2014       |
| Syrien              | 2012       |
| Tanzania            | 2018       |
| Usbekistan          | 2018       |
| Vietnam             | 2003       |
| Zambia              | 2010       |
| Zimbabwe            | 2010       |

### Internationale organisationer
De følgende internationale organisationer har underskrevet CIPM MRA:
| Organisation                                                        | Tilknyttet |
| ------------------------------------------------------------------- | ---------- |
| Det Internationale Atomenergiagentur (IAEA), Wien, Østrig           | 1999       |
| Institut for Referencematerialer og -målinger (IRMM), Geel, Belgien | 1999       |
| Verdens Meteorologiorganisation (WMO), Genéve, Schweiz              | 2010       |
| Den Europæiske Rumorganisation (ESA), Paris, Frankrig               | 2012       |

### Tidligere medlemmer
De følgende lande er udtrådt af traktaten efter i en årrække ikke at have indbetalt deres medlemsafgifter eller har angivet en plan til hvordan de vil betale deres restance.
| Land                            | Indtrådt      | Udtrådt        |
| ------------------------------- | ------------- | -------------- |
| Cameroun                        | 1970          | 2012           |
| Nordkorea                       | 1989          | 2012           |
| Dominikanske Republik           | 1954          | 2014           |
| Yemen · (som tilknyttet nation) | 21. juli 2014 | 1. januar 2018 |